# انتخابات الرئاسة المالاوية 2014
انتخابات الرئاسة المالاوية 2014 هي الانتخابات الرئاسية التي جرت في 20 مايو 2014، في مالاوي، لانتخاب رئيس مالاوي، فاز بالانتخابات بيتر موتاريكا.